# Bolsøya
Bolsøya er en ø i Molde kommune i Møre og Romsdal. Øen ligger syd for Fannefjorden i Romsdalsfjorden og har et areal på 5,2 km² og havde 1. januar 2004 274 indbyggere. Den sydlige del af Bolsøya hedder Fårøya, hvilket formentlig skyldes at de to dele i middelalderen, da de fik navnene, var adskilt pga. højere vandstand. Det højeste punkt på øen er 69,5 moh. og ligger på Fårøya. 
Riksveg 64 mellem Molde og Åndalsnes krydser øen, som er knyttet til fastlandet med Fannefjordstunnelen mod Molde og Bolsøybroen mod Skålahalvøen. Vejen er bompengefinancieret og var nedbetalt i sommmeren 2005.
Den højeste bautasten i landet, Trollpila står ved kirkegården på Bolsøya. Kirken blev nedrevet i 1907.